# Kalipoh
Kalipoh is een bestuurslaag in het regentschap Kebumen van de provincie Midden-Java, Indonesië. Kalipoh telt 2902 inwoners (volkstelling 2010).